# St. Nikolaus (Schwäbishofen)

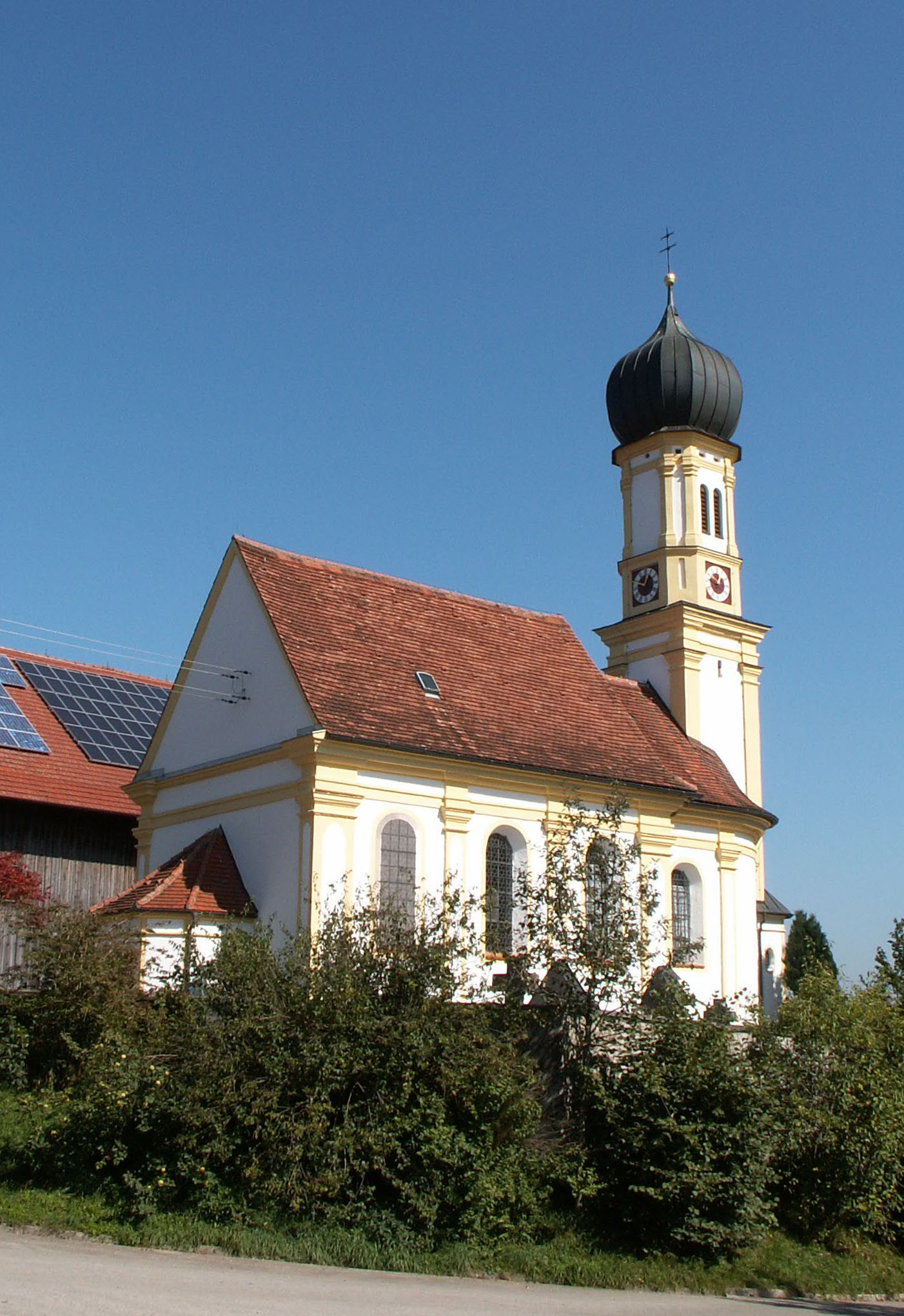
St. Nikolaus in Schwäbishofen

Die römisch-katholische Filialkirche St. Nikolaus steht in Schwäbishofen, einem Gemeindeteil der Gemeinde Germaringen im schwäbischen Landkreis Ostallgäu von Bayern. Das Bauwerk ist in der Liste der Baudenkmäler in Germaringen als Baudenkmal unter der Nr. D-7-77-130-11 eingetragen.

## Beschreibung
Die Saalkirche wurde um 1720 erbaut. Sie besteht aus einem Langhaus, einem eingezogenen, halbrund geschlossenen Chor im Osten und einem Kirchturm auf quadratischem Grundriss über dem Chorschluss, deren Wände mit Pilastern gegliedert sind. Der Kirchturm wurde mit zwei Geschossen mit Pilastern an den abgeschrägten Ecken aufgestockt, die den Glockenstuhl mit zwei Kirchenglocken und die Turmuhr beherbergen, und mit einer Zwiebelhaube bedeckt. Der Innenraum des Langhauses ist mit einem Tonnengewölbe überspannt, der des Chors mit einem Stichkappengewölbe. Der um 1726 eingebrachte Stuck im Innenraum stammt aus dem Umkreis von Johann Anton Pader. Der um 1735 aufgestellte Hochaltar aus Stuckmarmor wird von den Statuen der Katharina von Siena und des Johannes Nepomuk flankiert. Auf der Empore steht eine Orgel, die um 1890 von den Gebrüdern Hindelang gebaut wurde.